# Stubengesellschaft
Eine Stubengesellschaft (auch Trinkstube oder Herrenstube genannt) ist seit dem 14. Jahrhundert ein Zusammenschluss von Adeligen und wohlhabenden Bürgern mit dem Ziel, auf die lokale Politik Einfluss zu nehmen, Geschäfte zu schließen und Heiraten anzubahnen, und damit eine mögliche Organisationsform der Patriziergesellschaft. Die Bezeichnung leitet sich von dem ursprünglichen Namen „Trinkstubengesellschaft“ ab. Mit dem Aufkommen dieser Vereine wurde daraus geradezu eine Mode, vor allem den Oberrhein hinauf bis in die Nordschweiz hinein.

## Satzungsmerkmale
Für Stubengesellschaften gibt es einige bezeichnende Merkmale, die ihnen bei allen regionalen Unterschieden gemeinsam sind.
Mitglied oder vielmehr „Stubengeselle“ konnte man auf Antrag, aber nur durch freie Kooptation der bereits vorhandenen Mitglieder werden, also durch einstimmigen oder mehrheitlichen Beschluss der Gesellen. Dafür waren aber mehrere Voraussetzungen zu erfüllen: oft ein erhebliches Vermögen, in bestimmten Fällen die Adelszugehörigkeit, in anderen Fällen wahlweise auch der Status als herrschaftlicher Beamter, als kommunaler Amtsträger, als Geistlicher oder Angehöriger der weiteren Honoratiorenschaft; daneben ein einmaliges, oft ziemlich hohes Einkaufsgeld in barer Münze oder in Form eines wertvollen Bechers, das Söhnen und Erben zumeist erlassen wurde, in jedem Fall aber ein Einstand, den der Neuling als Essen oder Umtrunk für alle Gesellen zu erbringen hatte.
Die Mitgliedschaft war erblich und erlosch auch nicht bei Wegzug aus der Gemeinde. Sie konnte aber entzogen werden, wenn der Geselle hartnäckig seinen Pflichten nicht nachkam. Dazu gehörte neben der sofortigen Bezahlung der abendlichen Zeche vor allem die pünktliche Entrichtung eines jährlichen Beitrags, der relativ gering war und die laufenden Kosten (vor allem die Beheizung der Stube) decken sollte. Wo die Gesellschaft in späteren Jahren tatsächlich gemeinsam Vermögen oder Grundbesitz erwarb, wurde sie als Ganerbschaft, also als Erbengemeinschaft, weitergeführt.
Über die Einhaltung der Stubenordnung wachte der „Stubenmeister“. Er hatte – natürlich ehrenamtlich – die Geschäfte der Gesellschaft zu besorgen, haftete für das Inventar und bisweilen auch für die Beitragszahlungen, führte die Abrechnungen vor allem der Zeche und hatte insbesondere den Vorsitz der Gesellschaft inne, etwa wenn diese zu Gericht saß. Die Stubengesellschaft war in gewisser Weise ein rechtsfreier Raum, der sich mit ihrer Gründung quasi automatisch konstituierte. Ihre Mitglieder waren – sofern sie adlig waren, eine Selbstverständlichkeit – von Wach- und Frondiensten frei, aber auch von Abgaben an die Gemeinde; die Stube konnte mit gewissen Einschränkungen Asyl gewähren; es war verboten, auf der Stube Pfändungen durchzuführen; und schließlich besaß sie die Gerichtshoheit, also das Recht, über innere Angelegenheiten selbst richten zu dürfen.

## Stubenfähigkeit
Für die Mitgliedschaft in einer Stubengesellschaft war die sogenannte Stubenfähigkeit notwendig. Stubenfähig waren grundsätzlich alle Nachkommen von Patriziern. Nachträglich erwerben konnte man die Stubenfähigkeit nur durch Heirat einer Person mit Stubenfähigkeit. Ein Kauf der Stubenfähigkeit war dagegen nicht möglich. Im Laufe der Zeit wurden die Zulassungsregelungen zum Teil noch weiter verändert. Dann konnten beispielsweise nur noch Personen mit Bürgerrechten Mitglied werden.

## Bekannte Stubengesellschaften
In gewisser Weise ein Vorläufer aller späteren Stubengesellschaften ist:
- Bruderschaft Richerzeche, Köln, gegründet im 12. Jahrhundert

Die bekanntesten Stubengesellschaften bestanden in den Städten Frankfurt am Main und Lübeck:
- Alten Limpurg, Frankfurt am Main, gegründet 1357 als Trinkstube Zum Römer
- Zum Frauenstein, Frankfurt am Main, gegründet 1382 als Trinkstube Zum Salzhaus
- Zirkelgesellschaft, Lübeck, gegründet 1379

Von den kleineren Gesellschaften ist heute nur noch eine bekannt:
- Stubengesellschaft Hall in Tirol, gegründet 1508 durch Florian Waldauf Ritter von Waldenstein